# Wuling Victory

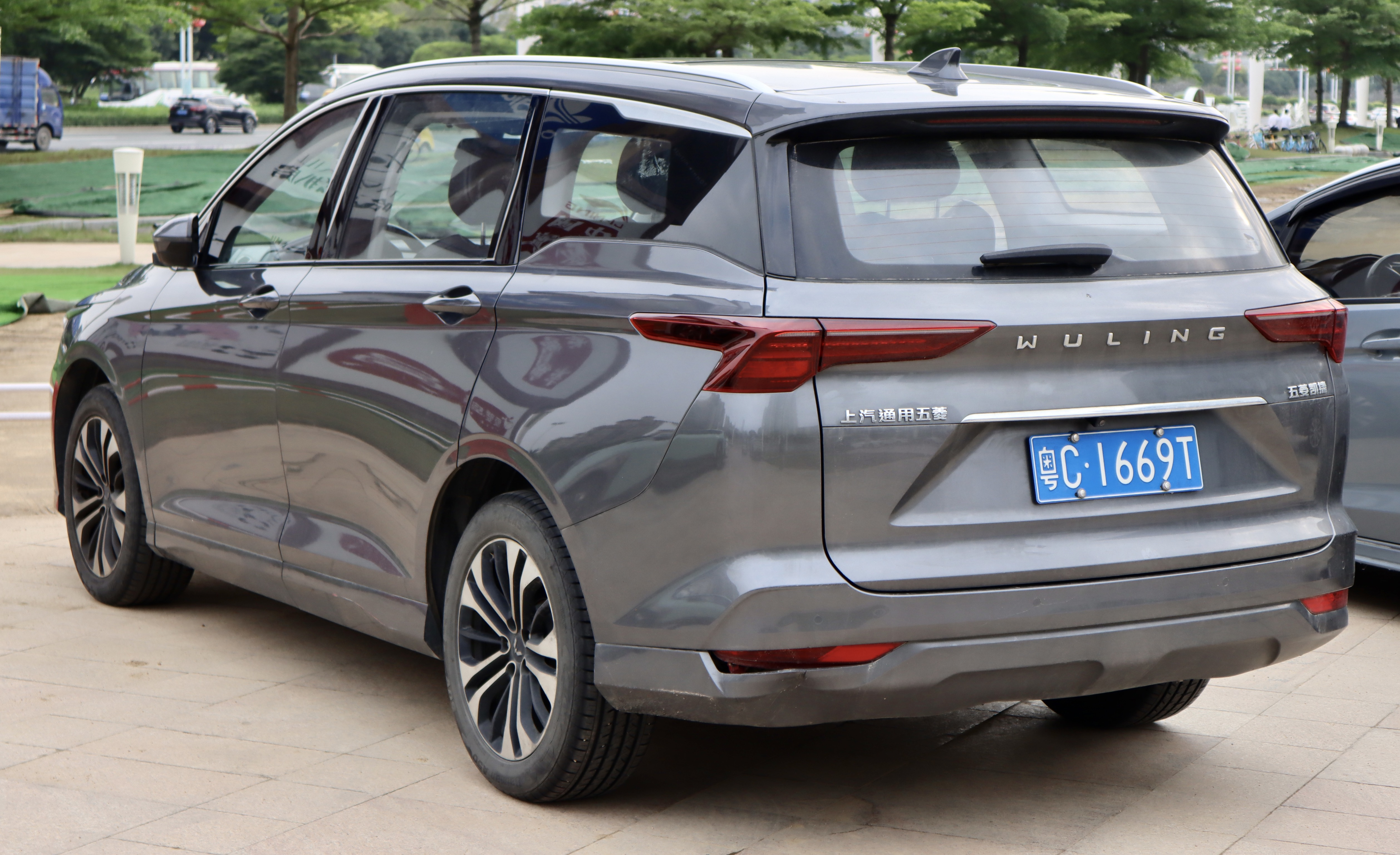
Вид сзади

Wuling Victory (кит. 五菱凯捷; пиньинь Wǔlíng Kǎijié) — минивэн, выпускающийся с 2020 года подразделением SAIC-GM-Wuling.

## Описание
Wuling Victory дебютировал в 2020 году в Чэнду. Victory является первой моделью с обновлённым серебристым логотипом Wuling. Также это 22-миллионный автомобиль, сошедший с конвейеров SAIC-GM-Wuling.
В Китае Victory продаётся в комплектациях Elite (кит. 精英; пиньинь Jīngyīng), Noble (кит. 尊贵; пиньинь Zūnguì) и Flagship (кит. 旗舰; пиньинь Qíjiàn).

### Технические характеристики
Victory приводится в движение 1,5-литровым четырёхцилиндровым двигателем LJO мощностью 108 кВт (145 л. с.) при 5200 об/мин и крутящим моментом 250 Н⋅м при 2200—3400 об/мин. Также выпускается гибридный автомобиль с 2,0-литровым двигателем мощностью 130 кВт (174 л. с.). ДВС сочетается в паре с шестиступенчатой механической или бесступенчатой трансмиссией.